# Nier (Computerspiel)
Nier ist ein Action-Rollenspiel, das von Cavia entwickelt und von Square Enix im April 2010 für Xbox 360 und PlayStation 3 veröffentlicht wurde.
In Japan gibt es zwei verschiedene Versionen von Nier, welche sich geringfügig voneinander unterscheiden. Die Xbox-360-Version heißt dort Nier Gestalt (ニーア ゲシュタルト, Nīa Geshutaruto) und die Playstation-3-Version Nier Replicant (ニーア レプリカント, Nīa Repurikanto). Der Unterschied liegt darin, dass Replicant dem japanischen Markt und dessen Publikum entgegenkommt, während Gestalt im Hinblick auf den westlichen Markt und dessen Geschmack entwickelt wurde, was sich u. a. im Alter des Hauptcharakters Nier und seiner Beziehung zum Charakter Yonah niederschlägt. Außerhalb Japans gibt es daher keine Unterschiede zwischen den beiden Plattformversionen – beide basieren auf Nier Gestalt. Für April 2021 wurde ein Remake von Nier Replicant für PlayStation 4, Xbox One und PC angekündigt.
Im März 2017 beziehungsweise Juni 2018 erschien mit Nier: Automata die Fortsetzung des ersten Teils für PlayStation 4, Xbox One und Microsoft Windows.

## Spielprinzip
Der Spieler steuert den Charakter Nier durch eine weitestgehend offene Spielwelt. Der Spieler kann verschiedene Nahkampfwaffen und Magiefertigkeiten benutzen, um sich gegen die in der Spielwelt vorkommenden Gegner zu behaupten. Im Laufe des Spiels kann man diese Fähigkeiten ausbauen und verbessern. Die Kämpfe sind sehr actionlastig und laufen in Echtzeit direkt in der Spielwelt ab, ohne dass ein separater Kampfbildschirm (wie z. B. bei Final Fantasy) eingeblendet wird. Die Geschichte von Nier erfährt – nicht zuletzt durch die vier möglichen „Enden“ A, B, C und D – etliche Wendungen und wartet nach jedem größeren Handlungsfortschritt mit neuen Enthüllungen auf. Auf der Website des Spiels wurden zwischenzeitlich drei kostenlose Comics von DC veröffentlicht, die etwas Licht in die Vorgeschichte von Nier bringen und so etliche Fragen aufklären.

## Handlung
Das Spiel spielt im Jahre 2049 in einer zerstörten und verschneiten Stadt. Nier und seine kranke Schwester Yonah werden von bösartigen Kreaturen, den Schatten, heimgesucht. Um seine Schwester zu beschützen, verkauft er seine Seele an ein magisches Buch, welches die Schatten bekämpfen kann. An dieser Stelle macht das Spiel einen Sprung und zeigt einige Jahre später, dass Nier immer noch auf der Suche nach einem Heilmittel ist. Er versucht, in die Stadt Aerie zu kommen, in der Hoffnung, starke Schatten zu töten und so seiner Schwester zu helfen. Dort lernt er Kainé kennen, welche ihn dann bei seiner Mission unterstützt. Auch im weiteren Verlauf des Spiels ist es schwierig für Nier, ein Heilmittel zu finden und er erlebt immer wieder Rückschläge. Bei dem Versuch, einen Schrein zu öffnen, in dem sich ein wertvoller Schlüssel befinden soll, wird Kainé versteinert und Nier sprengt aus Versehen die ganze Stadt in die Luft. In der Stadt der Schatten finden sie schließlich heraus, welche Ursache die rätselhafte Krankheit hat. Die Schatten werden von ihren ursprünglichen Körpern getrennt, von denen die Krankheit ausgeht. Am Ende fügt der Schattenlord Yonahs Seele wieder in ihren Körper und sie wird wieder menschlich.
Es gibt verschiedene Enden in dem Spiel: Zuerst endet das Spiel, indem Nier und Yonah in einem Feld sitzen. Wenn der Spieler den letzten Abschnitt erneut spielt, kommt das zweite Ende zum Vorschein, wo man den Schattenlord und die wahre Gestalt von Yonah zu Gesicht bekommt. Sobald der Spieler Ende eins und zwei erlebt hat und alle Waffen in dem Spiel gesammelt wurden, wird das dritte Ende verfügbar, in dem Kainé die Kontrolle verliert und der Spieler entscheiden kann ob er sich selbst opfert, damit sie leben kann.

## Charaktere
Die japanischen Sprecher gelten nur für Replicant, in Gestalt werden auch in der japanischen Fassung die Englischen verwendet.
- Nier

(Sprecher: Kōji Yusa)
Der Hauptcharakter des Spiels. Er ist ein erwachsener Mann (in Gestalt) bzw. ein Jugendlicher (in Replicant). Seine Tochter (in Gestalt) bzw. seine kleine Schwester (in Replicant) Yonah wurde von einer mysteriösen Krankheit namens „Runenpest“ befallen, weswegen sich Nier einzig der Suche nach einem Heilmittel verschrieben hat.
- Kainé

(Sprecher: Atsuko Tanaka)
Eine junge Frau mit rätselhaftem Hintergrund, welcher in den Spielvarianten für die Enden B, C und D aufgedeckt wird. Sie trifft recht früh auf Nier und begleitet ihn fortan. Aufmerksamkeit erlangte dieser Charakter besonders dadurch, dass man ihn als Hermaphrodit (Futanari) vorstellte und durch die Ausdrucksweise, die zum Großteil aus Kraftausdrücken besteht.
- Grimoire Weiss

(Sprecher: Shinnosuke Ikehata)
Grimoire Weiss ist ein schwebendes magisches Buch, das im frühen Spielverlauf von Nier gefunden wird. Fortan dient es ihm unter anderem als Inventar und Logbuch und ermöglicht es Nier, Magie einzusetzen und Waffen zu verbessern. Weiss fällt primär durch seine arrogante Grundhaltung auf, welche immer wieder für amüsante Situationen sorgt.
- Emil

(Sprecher: Mai Kadowaki)
Ein Junge, der erst später im Spiel zu der Gruppe um Nier stößt. Emil ist dahingehend verflucht, dass er alles, was er ansieht, in Stein verwandelt. Aus diesem Grund trägt er seit er denken kann eine Augenbinde und wird von einem Butler (Sebastian) in einer Villa versorgt. Eine Erklärung für diesen Fluch liefert das Spiel relativ schnell nach der ersten Begegnung mit Emil, welcher anschließend eine Verwandlung durchmacht, die Gruppe aber weiterhin begleitet.

## Rezeption
Insgesamt erhielt Nier eher mäßige Bewertungen. So erreichte das Spiel bei den Lesern von Spieletipps eine Wertung von 81, während es von den meisten Fachzeitschriften eher durchschnittlich gewertet wird und beispielsweise bei 4Players nur 70 Punkte von 100 erreichte. Bemängelt wurden in Fachkreisen unter anderem die „wie ein PS2-Titel in HD-Grafik“ (GamePro) aussehende Grafik und die damit verbunden oft leblose Spielwelt. Positiv hervorgehoben werden auf der anderen Seite jedoch die spannend erzählte Geschichte des Spiels und das kreative Design der Waffen und des Kampfsystems. Von Eurogamer wurde zudem der schwarze Humor des Spiels gelobt.

## Remake
Am 23. April 2021 erschien weltweit ein Remake von Nier Replicant. Das Spiel ist unter dem Titel "NieR Replicant ver. 1.22474487139…" für PlayStation 4, Xbox One und via Steam auf PC erhältlich.